# Archie Manning
Elisha Archibald „Archie” Manning (Drew, Mississippi, 1949. május 19. –) amerikai amerikaifutball-játékos. NFL-pályafutása előtt a University of Mississippi csapatában játszott 1968-tól 1970-ig. Junior szezonjában negyedik helyen végzett a Heisman-trófeáért vívott versengésben, végzősként pedig a harmadik helyet szerezte meg. Ekkor vette feleségül Olivia Williamset, akitől később három fia is született: Cooper, Peyton és Eli, akik mindannyian apjuk nyomdokába léptek.

## Fiatalkora
Archie Manning a Mississippi állambeli Drewban született, apja Elisha Archie Manning, anyja Jane Elizabeth Nelson. A helyi gimnáziumba járt, és érdeklődött mindenféle sport iránt, aktív foci-, kosárlabda- és baseballjátékos volt, és atletizált is. Fő célja az volt, hogy bekerüljön a Major League Baseball játékosai közé, de bár három élvonalbeli klub is szóba került, ez a törekvése nem valósult meg. Apja – Archie 19 éves korában – öngyilkos lett.

## Egyetemi évei
Manning a University of Mississippin (népszerű nevén Ole Miss) folytatta tanulmányait, és az egyetem futballcsapatának, az Ole Miss Rebelsnek volt a kezdő irányítója három éven át. 1969-ben a televízióban is bemutatkozhatott, amikor először közvetítettek főműsoridőben college football-mérkőzést. Ezen a meccsen Manning 436 yardot passzolt (közte három touchdownt), ezenkívül 104 yardot futott. Kiváló játéka ellenére mégis az Alabama győzött 33–32-re (az akkori Rebels csapatában több szerény képességű játékos szerepelt). Egyetemi karrierje során 4753 yardot és 56 TD-passzt jegyzett, 823 futott yard mellett. Legjobb idénye az 1969-es volt, mikor 14 touchdownig jutott. Két alkalommal is beválasztották az ALL-SEC (Southeastern Conference) csapatba, valamint amikor továbblépett az NFL-be, 18-as számú mezét visszavonultatta az Ole Miss. 1989-ben beválasztották a College Football Hall of Fame-be, és az Ole Miss Rebels edzőközpontját róla nevezték el.

## NFL-karrierje
Az egyetem után az 1971-es NFL drafton a New Orleans Saints az első kör második helyén foglalta le játékjogát. Ebben az időben a Saints – beleértve Manning itt-tartózkodását is – a liga egyik leggyengébb csapata volt. Ezzel magyarázzák, hogy Archie Manning karrierje nem bővelkedik akkora sikerekben, mint amiket elérhetett volna. A csapat teljesítménye miatt sokszor sackelték, és a tíz szezon alatt sosem tudott pozitív mérleggel zárni. 1972-ben vezette a passzkísérletek, valamint a sikeres átadások számát, és a passzolt yardok tekintetében is élen állt az NFC-ben. Ennek ellenére csapatával csak 2–11–1-es rekordot ért el. 1978-ban az NFC év játékosa díjat érdemelte ki azzal, hogy első ízben vezette a New Orleanst nem negatív mérlegű szezonra (8–8). Ugyanebben az évben beválasztották az ALL-NFC csapatba is. Teljesítményének elismeréseként 1978-ban és 1979-ben Pro Bowl-résztvevő volt. Pályafutása záró szakaszában még 1982 és 1983 között a Houston Oilers, 1983 és 1984 között a Minnesota Vikings játékosa volt. Ezekben az években a két csapat együttes győzelem/vereség mutatója 6–35. Tizenhárom éves profi karrierje során 3642 passzkísérletéből 2011 volt sikeres, melynek keretében 23911 yardot és 125 touchdownt passzolt, 173 interception mellett. 2011 passzával visszavonulásakor az NFL örökranglista 17. helyén állt.

## Az NFL után
Manning New Orleansban telepedett le, de van ingatlana a Mississippi állambeli Oxfordban is, ahová a Katrina hurrikán pusztítása után költözött családjával. A hurrikán pusztítása után fiaival együtt tevékenyen részt vett a károsultak segítésében. Gyakran vállal szakkommentátori munkát a New Orleans Saints és a college football közvetítésein. Archie Manning Délkelet-Louisiana szószólója és reklámarca. Fiaival, Cooper-rel, Peyton-nal és Eli-jal együtt gazdája a Manning Passing Academynek, ami a fiatal játékosok fejlődését segíti nyaranta. 2007-ben elnyerte az amerikai cserkészek Silver Buffalo díját.

## Családja
- Olivia Williams Manning, Archie Manning felesége. Philadelphiából származik, és az Ole Missen ismerkedtek meg. Házasságukból három fiú született. Aktívan részt vesz különböző jótékonysági akciókban.
- Cooper Manning a legidősebb fiú, 1974-ben született. A gimnáziumban wide receiverként játszott. Ígéretes pályafutása kiteljesedését azonban egy gerincprobléma megakadályozta. Az energiaszektorban dolgozik.
- Peyton Manning 1976-ban született. Évekig az Indianapolis Colts irányítója volt, a csapattal Super Bowlt nyert. 2012-ben a Denver Broncos játékosa lett.
- Eli Manning1981-ben született, a New York Giants kezdő irányítója. Csapatával kétszeres Super Bowl-győztes (2007, 2011).

## Fordítás
- Ez a szócikk részben vagy egészben  az   Archie Manning című angol Wikipédia-szócikk ezen változatának fordításán alapul.  Az eredeti cikk szerkesztőit annak laptörténete sorolja fel. Ez a jelzés csupán a megfogalmazás eredetét és a szerzői jogokat jelzi, nem szolgál a cikkben szereplő információk forrásmegjelöléseként.